# День Конституции Украины
День Конституции Украины (укр. День Конституції України) — государственный праздник в честь принятия Конституции Украины, который отмечается 28 июня. Этот день выделяется «красным» в календаре и является выходным и праздничным.

## История
28 июня 1996 года Верховная рада Украины приняла Конституцию Украины — первую Конституцию независимого украинского государства. Депутаты работали над проектом, оставаясь в сессионном зале всю ночь с 27 на 28 июня. Парламентарии учли замечания Президента Украины, а также поддержали все спорные статьи проекта — о государственных символах Украины, о государственном украинском языке, о праве частной собственности.